# Andrzej Kaźmierczak (gitarzysta)
Andrzej Kaźmierczak (ur. 31 października 1953, zm. 13 maja 2023) – polski gitarzysta, członek zespołów Cytrus i Korba.

## Życiorys
Współpracował z zespołami Kawałek Ściany i Truskawkowy Budzik. Był współzałożycielem powstałej w 1979 roku trójmiejskiej grupy Cytrus, z którą związany był do jej rozpadu w 1985 roku. Wraz z Cytrusem, z sukcesami koncertował na największych krajowych festiwalach muzycznych jak: I Festiwal Muzyki Młodej Generacji w Jarocinie, Pop Session w Sopocie, Rockowisko w Łodzi czy Kart Rock w Jeleniej Górze, a także dokonał nagrań w Polskim Radiu Gdańsk. 
Po rozpadzie Cytrusa wraz z częścią jego byłych muzyków, założył zespół Korba, z którym zarejestrował albumy Motywacje i Sto papierów.

## Dyskografia
Cytrus
- Kurza twarz (2006, Metal Mind Productions, CD)[3]
- Tęsknica (2007, Metal Mind Productions, CD)[4]
- Trzecia łza od słońca (2018, GAD Records, CD)[5]
- Raj utracony (2020, GAD Records, CD)[6]
- Bonzo. Live 1980–85 (2022, GAD Records, CD)[7]

Korba
- Motywacje (1987, Polskie Nagrania „Muza”, LP, MC)[8]
- Sto papierów (1989, Polskie Nagrania Muza, LP, MC)[9]
- Biały rower (2006, Metal Mind Productions, CD)[10]